# إيفا غريفيث
إيفا غريفيث (بالإنجليزية: Eva Griffith)‏ هي مؤرخة وممثلة بريطانية، ولدت في 1963.

## وصلات خارجية
- إيفا غريفيث على موقع IMDb (الإنجليزية)
- إيفا غريفيث على موقع أول موفي (الإنجليزية)
- إيفا غريفيث على موقع قاعدة بيانات الفيلم (الإنجليزية)
- إيفا غريفيث على موقع كينوبويسك (الروسية)